# Oreonana vestita
Oreonana vestita är en flockblommig växtart som först beskrevs av Sereno Watson, och fick sitt nu gällande namn av Jeps.. Oreonana vestita ingår i släktet Oreonana och familjen flockblommiga växter. Inga underarter finns listade i Catalogue of Life.